# منظومة سلم الوصول (عقيدة)
سلم الوصول إلى علم الأصول هي منظومة في العقيدة والتوحيد نظمها الشيخ حافظ الحكمي بناء على طلب شيخه عبد الله القرعاوي وقد دلل على ذلك في قصيدته في أحد أبياتها إذ قال:
| منظومة سلم الوصول (عقيدة) | سَأَلَنِي إياهُ مَن لا بُدَّ لي * * * مِنِ امتثالِ سُؤله المُمتثَلِ | منظومة سلم الوصول (عقيدة) |

وقد تناول فيها أهم أبواب التوحيد والعقيدة الإسلامية.

## فصول القصيدة
- احتوت القصيدة على مقدمة وخمس عشرة فصلاً وهي:

1. المقدمة
2. فصل في توحيد الله واتِّباع الرَّسُول صلى الله عليه وسلّم
3. فصل في تُعرِّف العبد بما خُلِق له، وبأول ما فرض الله تعالى عليه
4. فصل في كون التوحيد ينقسم إلى نوعين وبيان النوع الأول
5. فصل في بيان النوع الثاني من التوحيد وهو توحيد الطلب والقصد
6. فصل في تعريف العبادة، وذكر بعض أنواعها
7. فصل في بيان ضد التوحيد وهو الشرك
8. فصل في بيان أمور يفعلها العامة
9. فصل من الشرك فعل من يتبرك بشجرة أو حجر أو بقعة أو قبر أو نحوهما
10. فصل في بيان ما وقع فيه العامة اليوم مما يفعلون عند القبور
11. فصل في بيان حقيقة السحر وحد الساحر
12. فصل يجمع معنى حديث جبريل المشهور في تعليمنا الدين
13. فصل في كون الإيمان يزيد بالطاعة وينقص بالمعصية
14. فصل في معرفة نبينا محمد صلى الله عليه وسلّم وتبليغه الرسالة
15. فصل في من هو أفضل أمة بعد الرسول صلى الله عليه وسلم
16. خاتمة في وجوب التمسك بالكتاب والسنة

## شراحها
- ناظمها: الشيخ حافظ الحكمي شرحها في كتابه معارج القبول الذي يقع في مجلدين.
- الشيخ هاني الجبير.
- الشيخ أحمد الحازمي في شرح صوتي مطوّل غير مطبوع.

## وصلات خارجية
- منظومة سلم الوصول إلى مباحث علم الأصول في توحيد واتباع الرسول صلى الله عليه وسلم - حافظ الحكمى على يوتيوب.